# Regimentul 64 Parașutiști la Revoluția Română din 1989

Acest articol se referă la acțiunile militarilor din Regimentul 64 Parașutiști în decembrie 1989.

## Context
După ani lungi de austeritate, în anul 1989, regimul comunist reușește să achite datoria externă a României. Ceaușescu a fost mândru de această realizare și-și dorea să transforme România într-un stat creditor. Ideea lui Ceaușescu i-a nemulțumit pe români deoarece aceștia doreau ca lucrurile să se schimbe în bine, așa cum le fusese promis de reprezentanții regimului comunist.
Pe lângă dificultățile traiului de zi cu zi, populația României se confruntau cu lipsa liberei exprimări, Securitatea fiind omniprezentă și făcând din România un stat polițienesc.
Atunci s-a schimbat destinul României și al românilor. Începută la Timișoara în 16 decembrie, Revoluția Română s-a răspândit rapid în toată țara iar punctul culminant a avut loc la București, capitala regimului autoritar. Fuga soților Ceaușescu în ziua de 22 decembrie, prinderea și executarea lor au constituit finalul Revoluției. A urmat însă un drum greu de constituire a sistemului democratic.
A fost o Revoluție sângeroasă, cu morți și răniți. Pentru libertatea noastră au făcut sacrificiul suprem 1116 români iar alți 4089 au fost răniți. 
Printre aceștia au fost și parașutiști militari din Regimentul 64 Parașutiști.

## Desfășurarea evenimentelor
Aflați în cazarmă din data de 17 decembrie 1989, după primirea indicativului corespunzător „alarmei de luptă”, în ziua de 22 decembrie au primit ordin să se deplaseze în București. Eșalonul de luptă (potrivit terminologiei de atunci), a fost îmbarcat în aeronave pe Aerodromul Boteni și transportat pe calea aerului pe Aeroportul Otopeni.
Pe timpul îmbarcării în aeronavă, a zborului pe traiect și debarcării pe Aeroportul Otopeni, plutea în aer un sentiment de teamă. Un sentiment uman, cunoscut oarecum de la primele parașutări executate. Sentimentul era accentuat de această dată de lipsa informațiilor despre potențialul inamic: cine era, cum acționa și cum urmau să-l recunoască.
Deși erau tineri și foarte tineri, erau conștienți de faptul că aveau să primească „botezul focului”. Mulți dintre ei aveau doar trei luni de pregătire militară și, nici unul nu a clacat. Erau mândri de apartenența lor la un grup de elită – parașutiștii. Totodată făceau parte dintr-o unitate mai tânără decât ei: Regimentul 64 Parașutiști împlinise la 1 august 1989, 9 ani de la înființare.
De la Otopeni, deplasarea spre obiectivele repartizate s-a executat cu autobuzele.
Detașamentul condus de maiorul Ilie Croitoru era format din 18 cadre și 94 de militari în termen. Militarii proveneau din Batalionul 1 Parașutiști, comandat căpitanul Chirănescu Ion, Compania Cercetare Compania Anti-tanc și Compania Stat Major. Acest detașament a primit misiunea să întărească apărarea Televiziunii Române.
Înainte de realizarea dispozitivului de apărare, s-a produs un moment special: trecerea prin mulțime. Mii de oameni erau în Piața Aviatorilor, actuala Piața Charles de Gaulle, pe străzi și în curtea televiziunii. I-au atins prietenește și i-au aclamat! Conexiunea fusese realizată, una bazată pe încredere.
Dispozitivul de apărare a fost realizat în exteriorul clădirii TVR, pe întreg perimetru acesteia.
La lăsarea întunericului s-au tras primele focuri de armă, inițial, pe străzile adiacente TVR, provocând victime printre manifestanți, apoi din vilele apropiate către manifestanții din curtea TVR. Panica s-a instalat, mulțimea încercând să se protejeze. Mare parte s-au retras în interiorul clădirilor televiziunii. Forțele criminale au acționat profesionist, ucigând selectiv și astfel au reușit să creeze haos.
Au urmat câteva minute de liniște. Parașutiștii și-au revizuit dispozitivul, fiecare ofițer căutând orice obstacol pentru protecția militarilor din subordine.
A urmat o noapte lungă cu focuri de armă trase de ambele părți. Atunci a fost ucis primul parașutist. Parașutiștii au ripostat cu foc și au anihilat un criminal, alți trei fiind reținuți și predați pentru cercetări.
A doua zi, dispozitivul a fost modificat, parașutiștii primind misiunea de a asigura apărarea, în interior a corpului central, inclusiv a vestitului Studio 4 al Televiziunii Române.
Au urmat trei zile și trei nopți de coșmar. Din oră în oră soseau alte forțe pentru „apărarea televiziunii”. Peste zece unități militare ale Ministerului Apărării Naționale și Ministerului de Interne, inclusiv cu tehnică grea (tancuri și transportoare blindate), gărzi patriotice din toate sectoarele capitalei și mulți revoluționari civili cu și fără arme. Din păcate cooperarea între forțe nu a fost bine realizată, astfel încât coordonarea acțiunilor tuturor acestor forțe a fost imposibil de realizat. În aceste condiții, pe timp de noapte, acțiunile fratricide au fost imposibil de evitat.

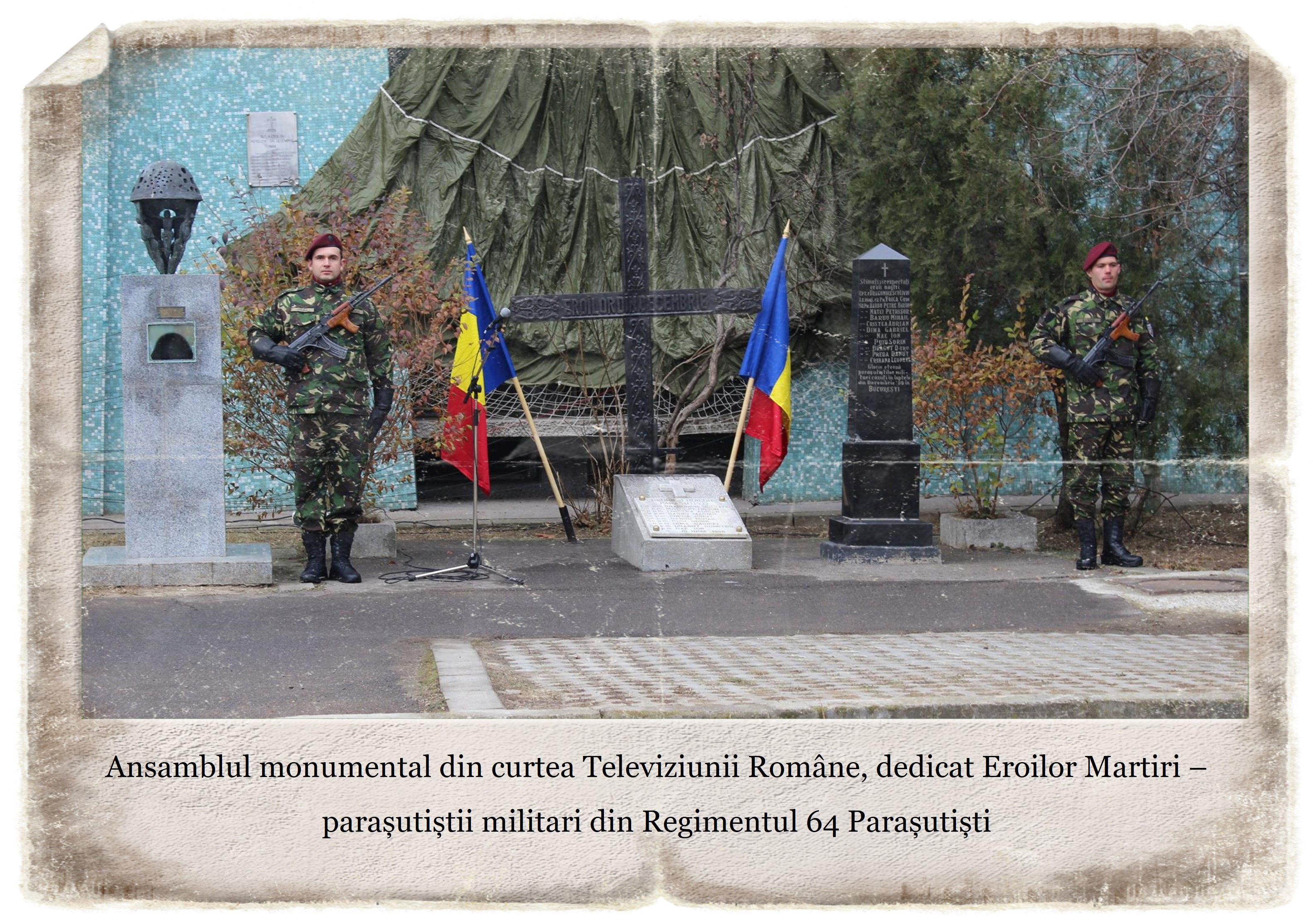
Monumentul parașutiștilor din incinta TVR

În noaptea de 23 spre 24 decembrie, grupul de parașutiști aflat în exteriorul clădirii televiziunii, chiar pe locul unde este amplasată „Troița Parașutiștilor”, a fost atacat de forțe amplasate sub un vehicul blindat, fiind uciși șase parașutiști. Printre ei se afla și Locotenentul major Dragomirescu Liviu. Atacatorii au fost la rândul lor anihilați de restul grupului de parașutiști. În următoarele două zile au fost mai puține atacuri asupra televiziunii dar, în schimbul de focuri încă doi parașutiști au fost uciși și alți zece răniți. Printre cei uciși se numără soldatul rezervist CRIHANĂ Leonete din Galați, care se alăturase foștilor camarazi.
Între timp, Batalionul 2 Parașutiști din cadrul Regimentului 64 Parașutiști, comandat de căpitanul Boeru Gheorghe, a primit misiunea să acționeze în zona Comitetului Central, Palatului Republicii și Hotelului București. Reprezentant al comandantului de regiment, era maiorul Ivan Ionel.
Constituiți în grupuri mici (un ofițer și nouă militari în termen), au acționat profesionist, pentru cercetarea clădirilor, de la subsol și până la ultimul etaj. Au cooperat bine cu grupurile de revoluționari, arestând persoanele ostile (în general ofițeri de securitate) pe care, ulterior le-au predat pentru cercetări.  Militarii Batalionului 2 Parașutiști au acționat pentru apărarea Hotelului București și, stingerea incendiului iar ulterior apărarea Muzeului Național de Artă. În acțiunile întreprinse a fost rănit un parașutist militar iar un altul a fost ucis.
În zilele următoare s-au dus lupte sporadice dar intense cu diverse elementele ostile. Încă doi ofițeri și un militar în termen au fost grav răniți în schimbul de focuri, militarul decedând ulterior la spital iar ofițerii (maiorul Ivan Ionel și căpitanul Popescu Marius) rămânând cu dizabilități fizice care le-au afectat ulterior cariera.
După data de 26 decembrie nu au mai fost situații deosebite exceptând pe cea din data de 29 când într-un schimb răzleț de focuri a fost ucis și un alt militar în rezervă ce se alăturase foștilor camarazi (Locotenent-major în rezervă Voica Constantin).

## Efectele imediate
Efectele imediate ale acțiunilor desfășurate de militarii Regimentului 64 Parașutiști au fost: 
-      continuitatea transmisiunilor Televiziunii Române prin asigurarea eficientă a pazei și integrității clădirii, a instalațiilor de emisie și a personalului;
-      limitarea difuzării de informații false prin restricționarea accesului în sediul televiziunii și a accesului la mijloacele de comunicare din acea vreme (telefonie fixă);
-      împiedicarea forțelor ostile în executarea focului și implicit a creșterii numărului de victime în zonele de responsabilitate;
-      limitarea actelor de fratricid prin preluarea și ulterior ținerea sub control a fluxului de informații între forțele din zona de responsabilitate;
-      limitarea jafurilor la obiectivele avute în pază și apărare;
-      evitarea apariției unor noi conflicte între civili și militari, prin executarea unor acțiuni de control al mulțimilor, asigurarea desfășurării în siguranță a procesului soților Ceaușescu și obligarea responsabililor pentru difuzarea imaginilor cu procesul și execuția acestora. 

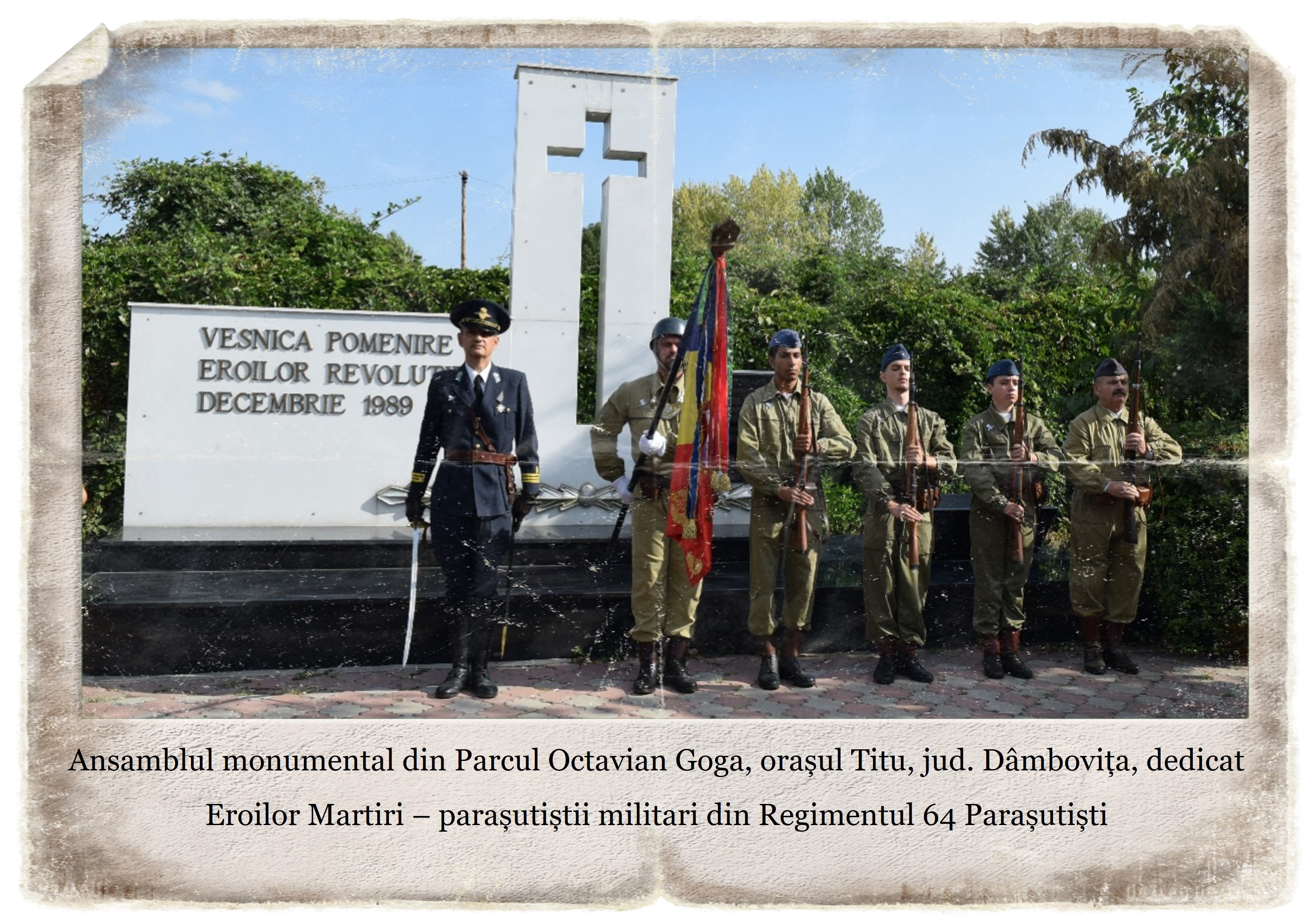
Ansamblul monumental al parașutiștilor Regimentului 64 Parașutiști, otaș Titu, Județ Dâmbovița

## Eroii martiri ai Regimentului 64 Parașutiști
Rătăciți în tihna libertății, privim la cei morți în Decembrie 1989 fără a mai avea putere să înțelegem jertfa lor. Libertatea și bunăstarea au ofilit în noi floarea curajului de acum 35 de ani. Onor și veșnică recunoștință camarazilor parașutiști, căzuți în Decembrie 1989, PENTRU LIBERTATEA NOASTRĂ:

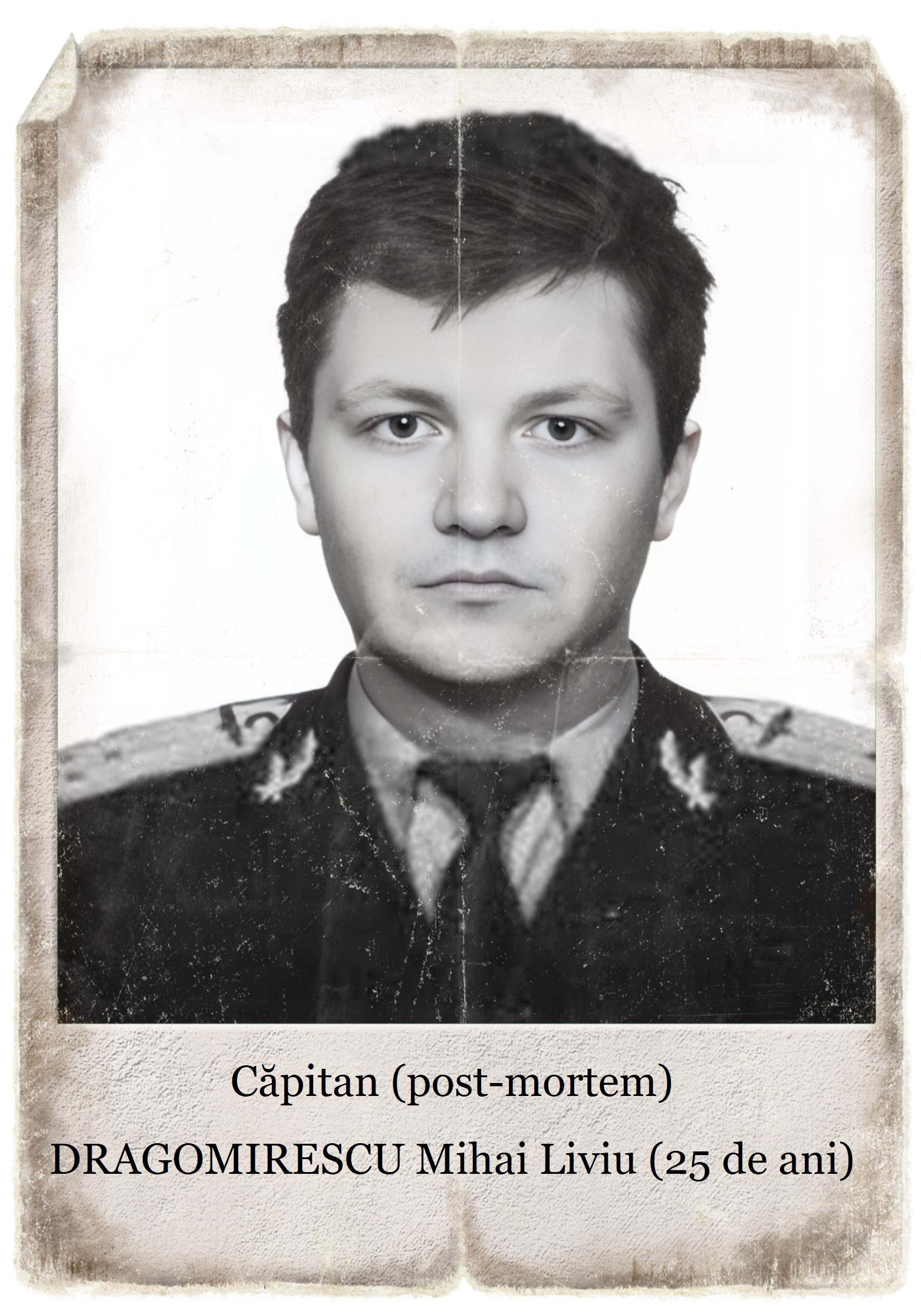

·    Căpitan (post-mortem) DRAGOMIRESCU Mihai Liviu, născut la data de 10.10.1964 în localitatea Bunești, com. Mălureni, jud. Argeș. A fost împușcat în noaptea de 22 spre 23 decembrie la Televiziunea Română;

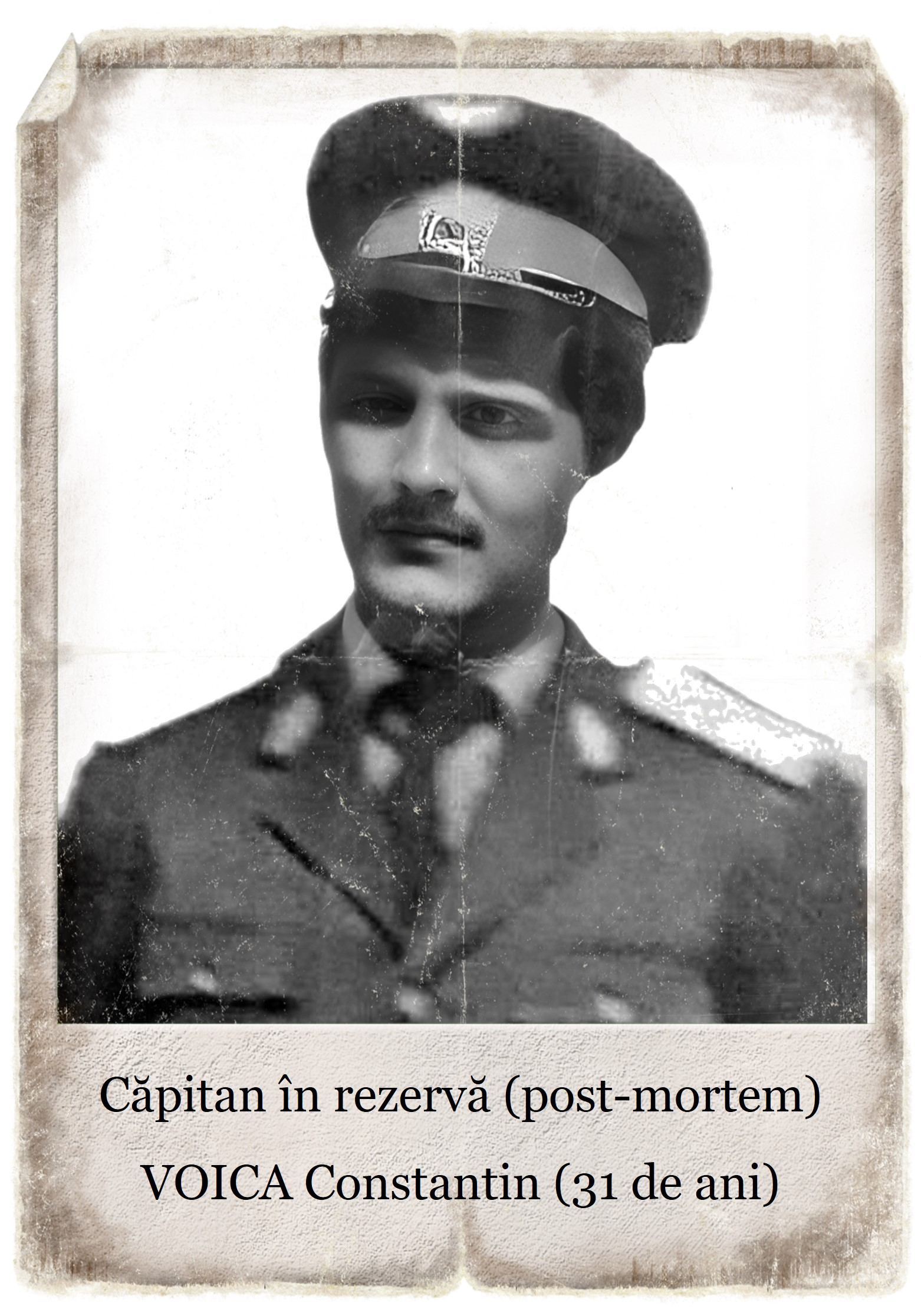

·    Căpitan în rezervă (post-mortem) VOICA Constantin, născut în 1958 în loc. Valea Lungă  jud . Dâmbovița. A fost împușcat în 29 decembrie 1989, în Piața Palatului din București;

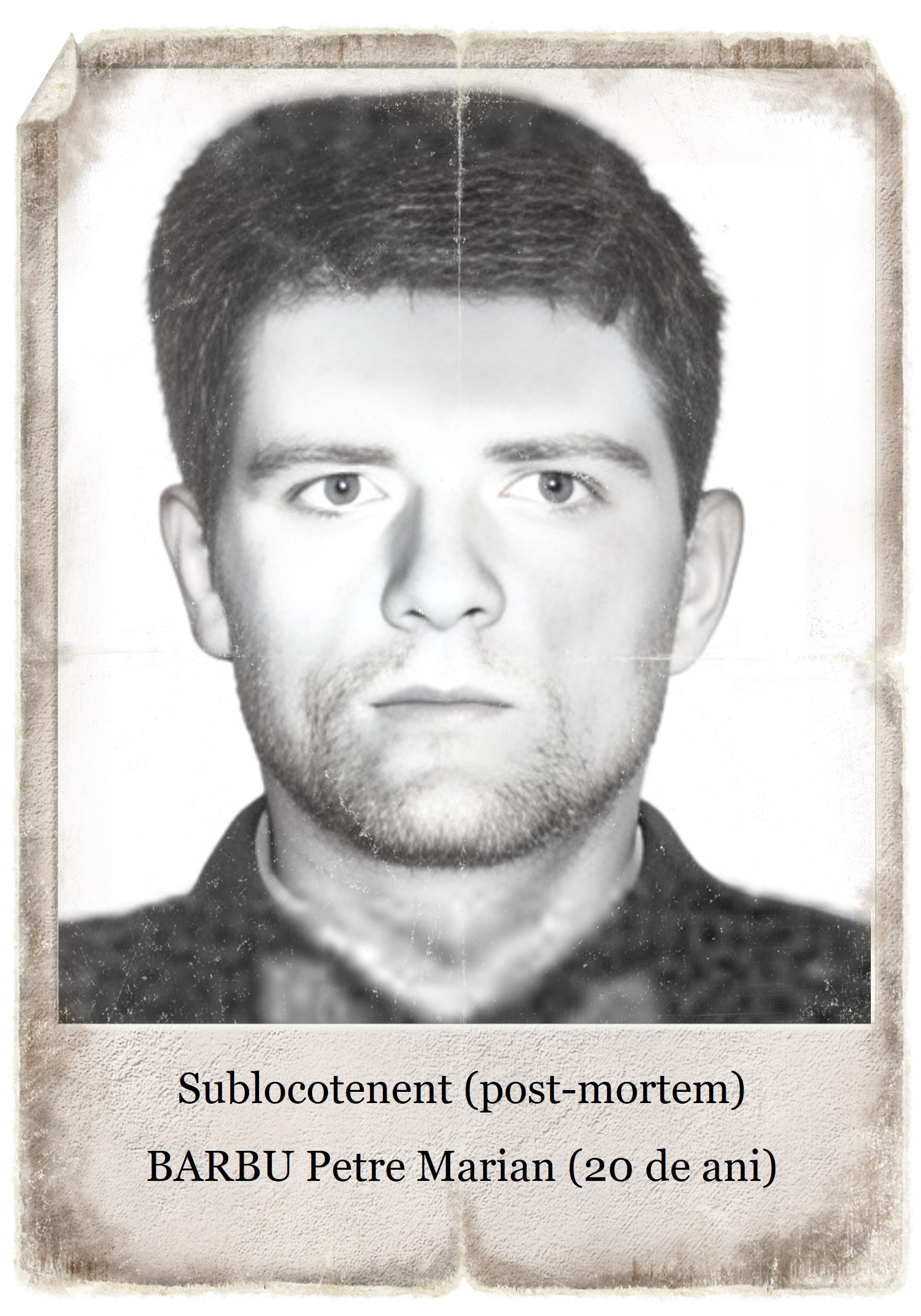

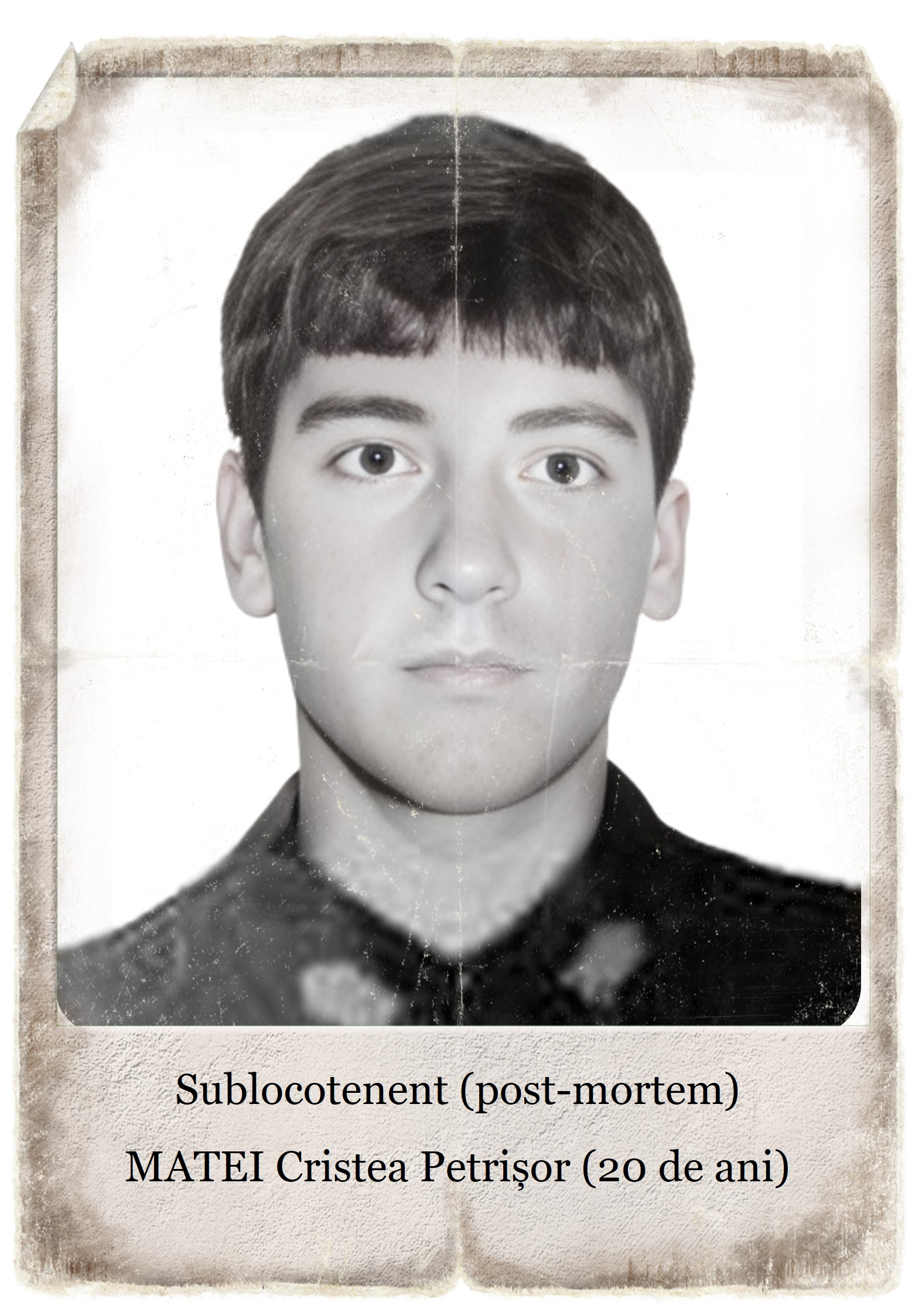

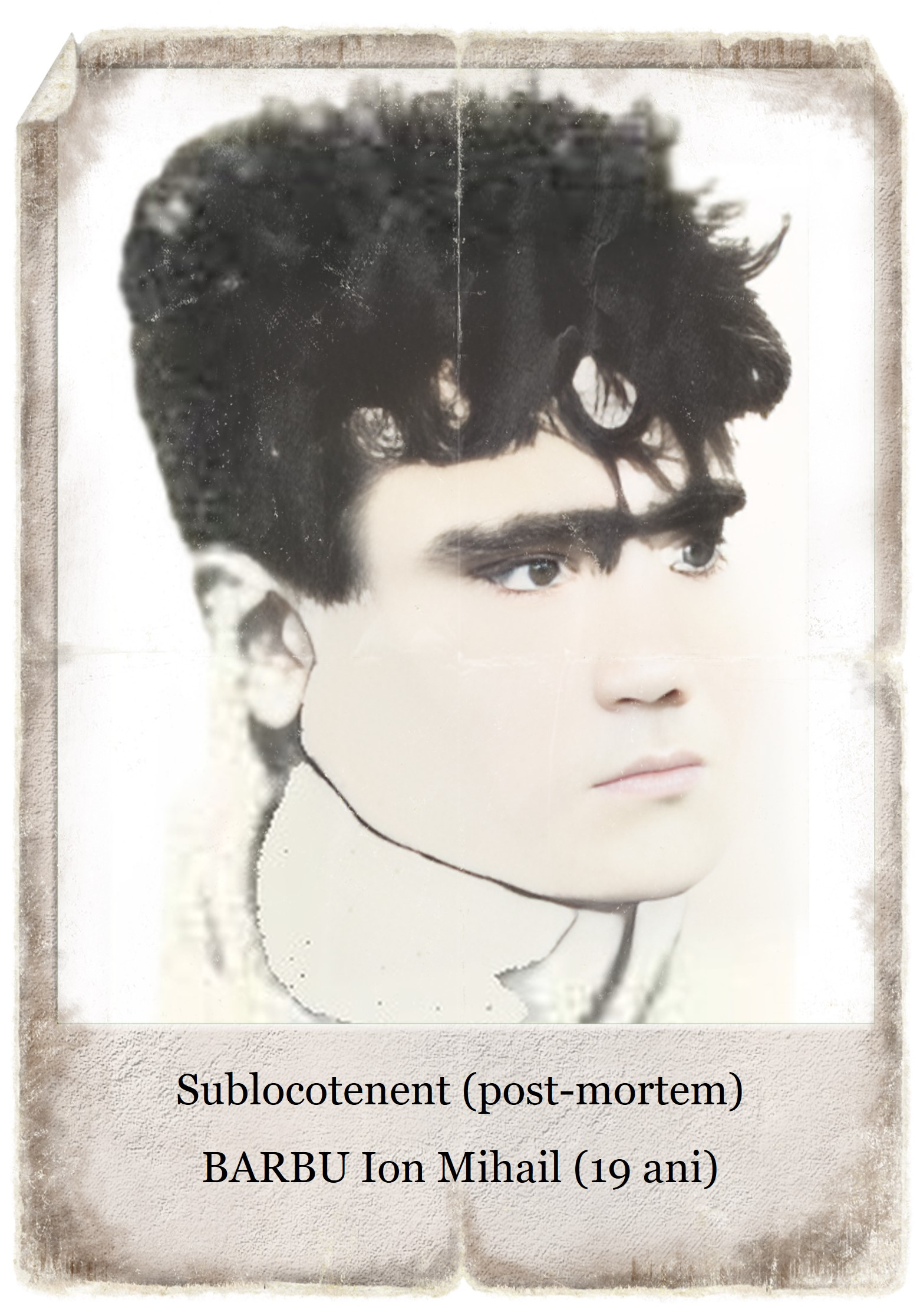

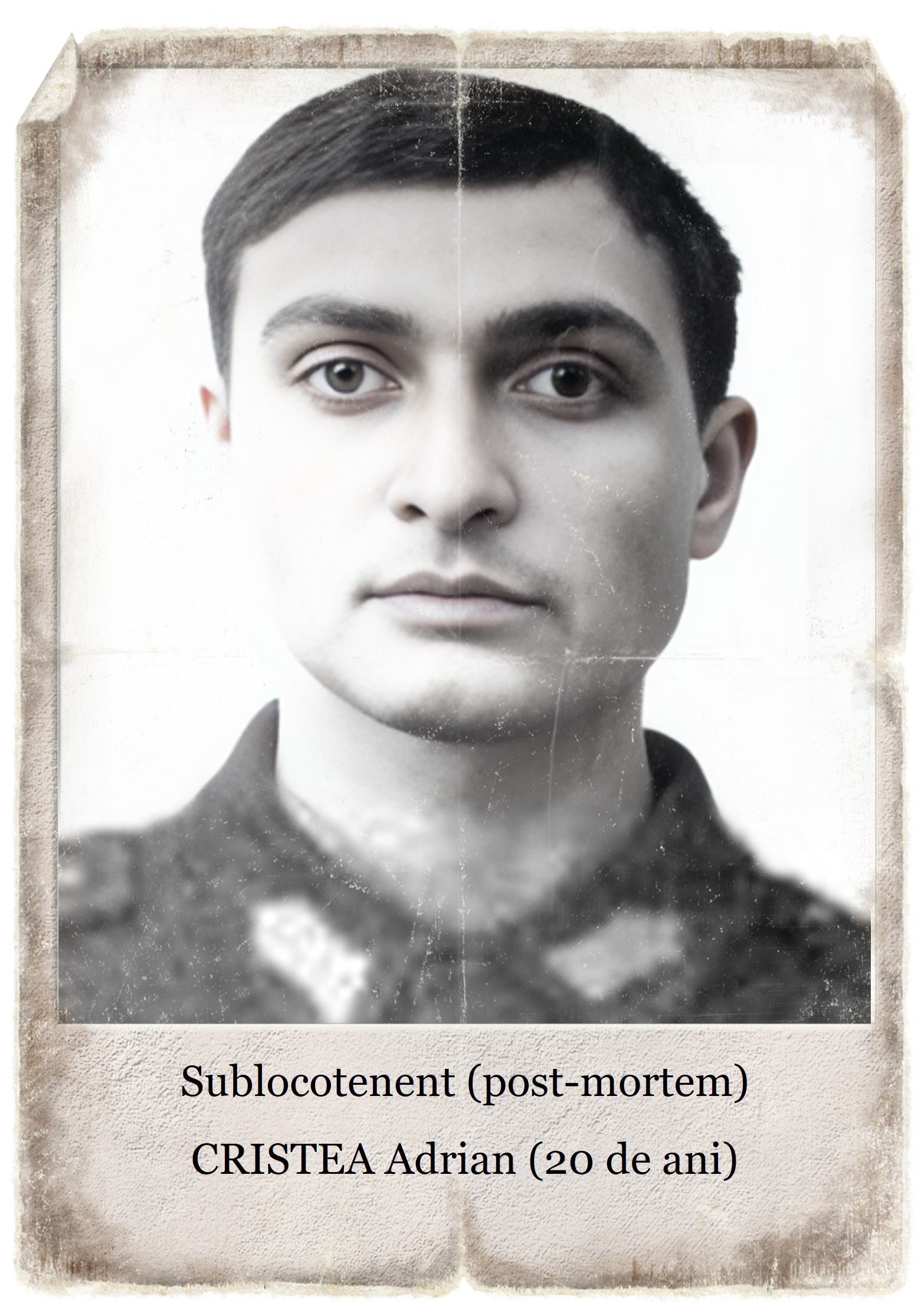

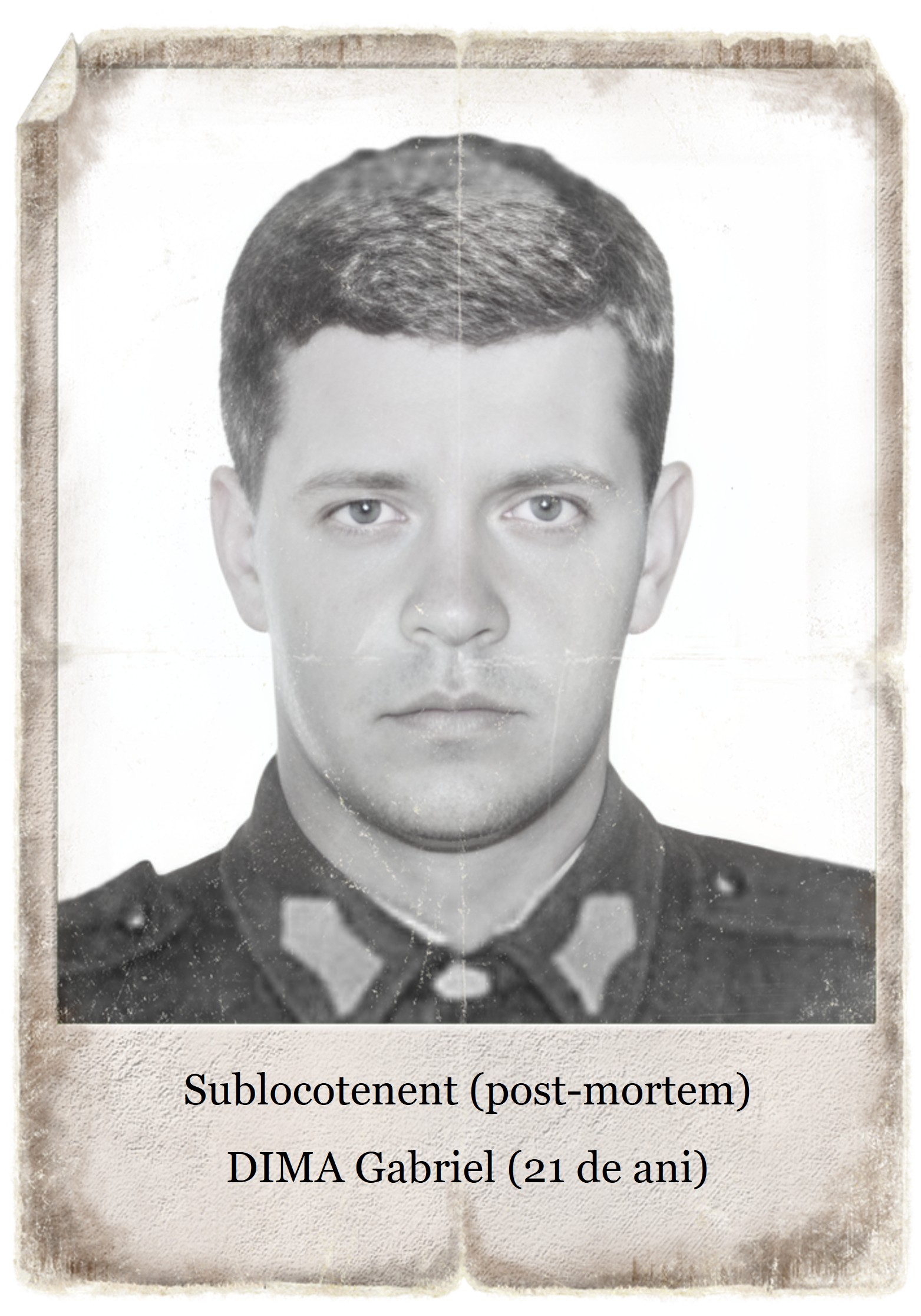

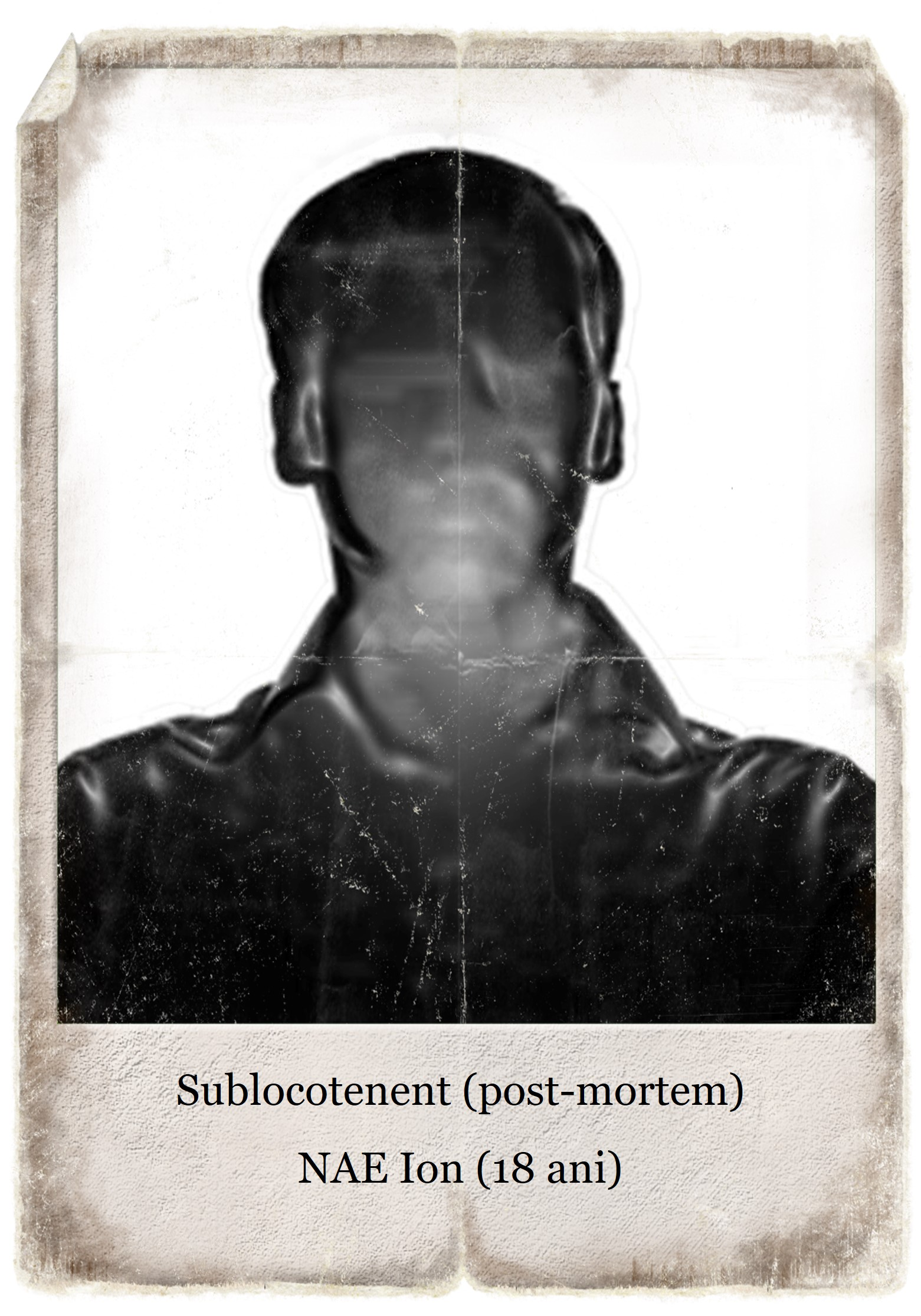

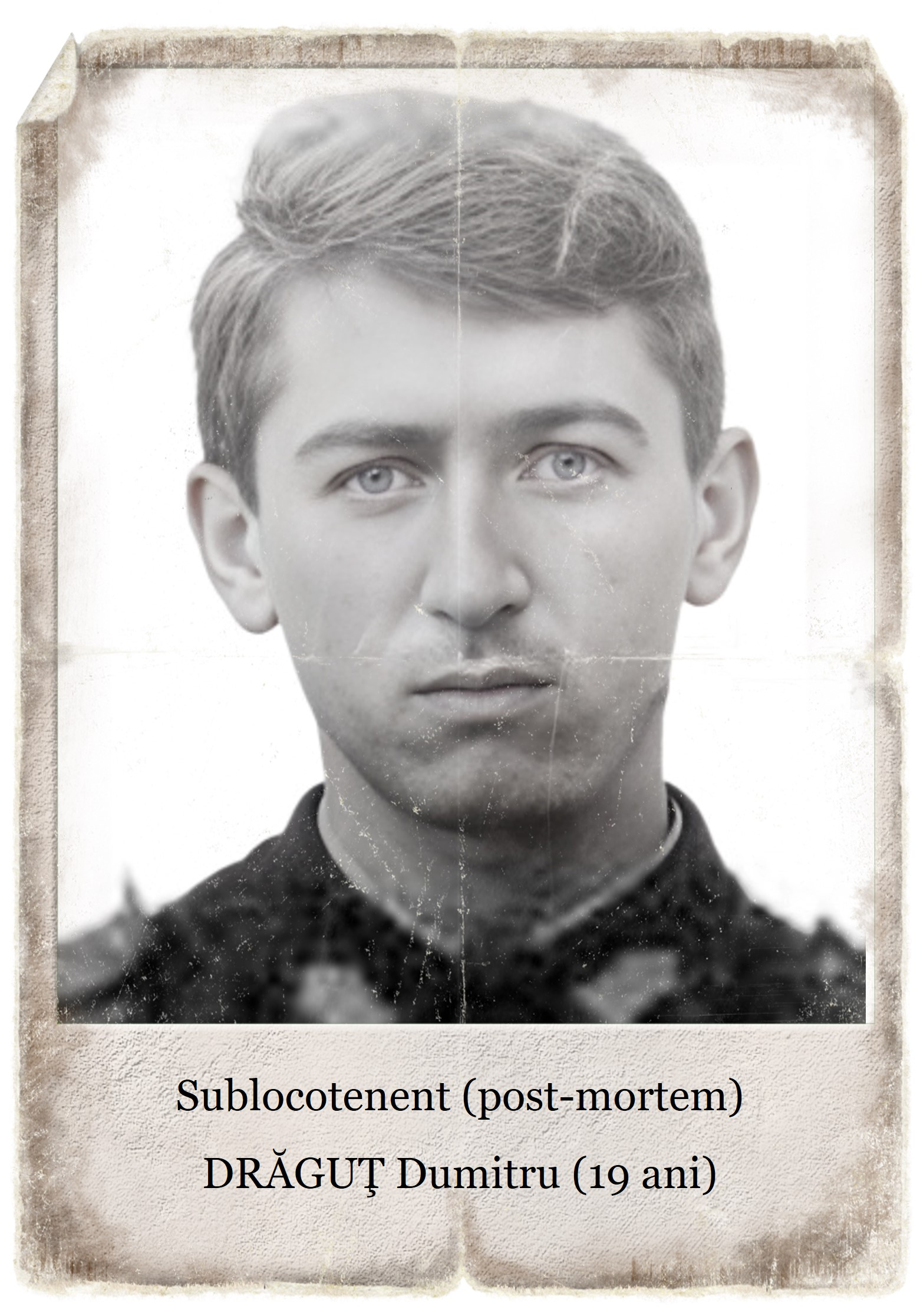

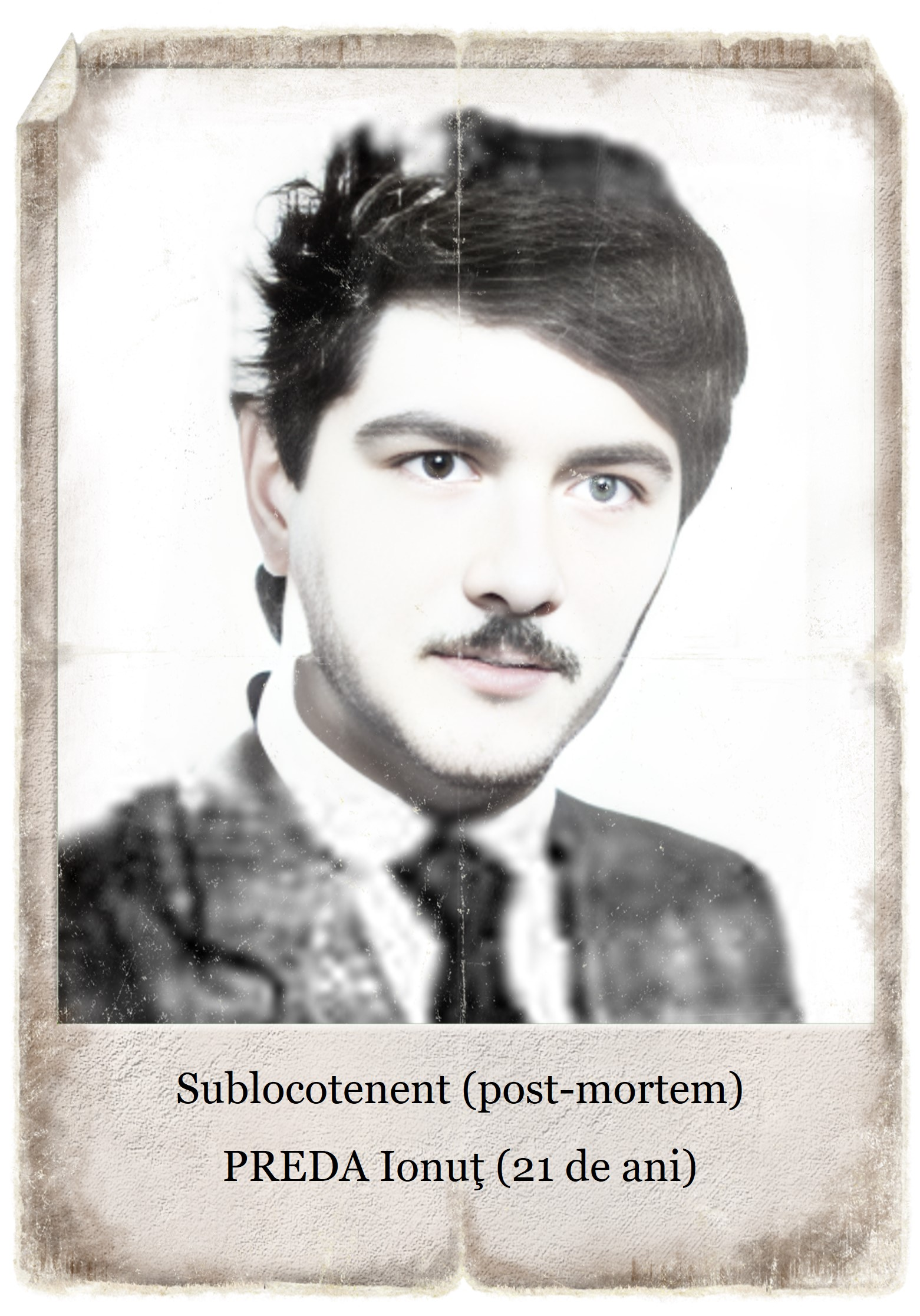

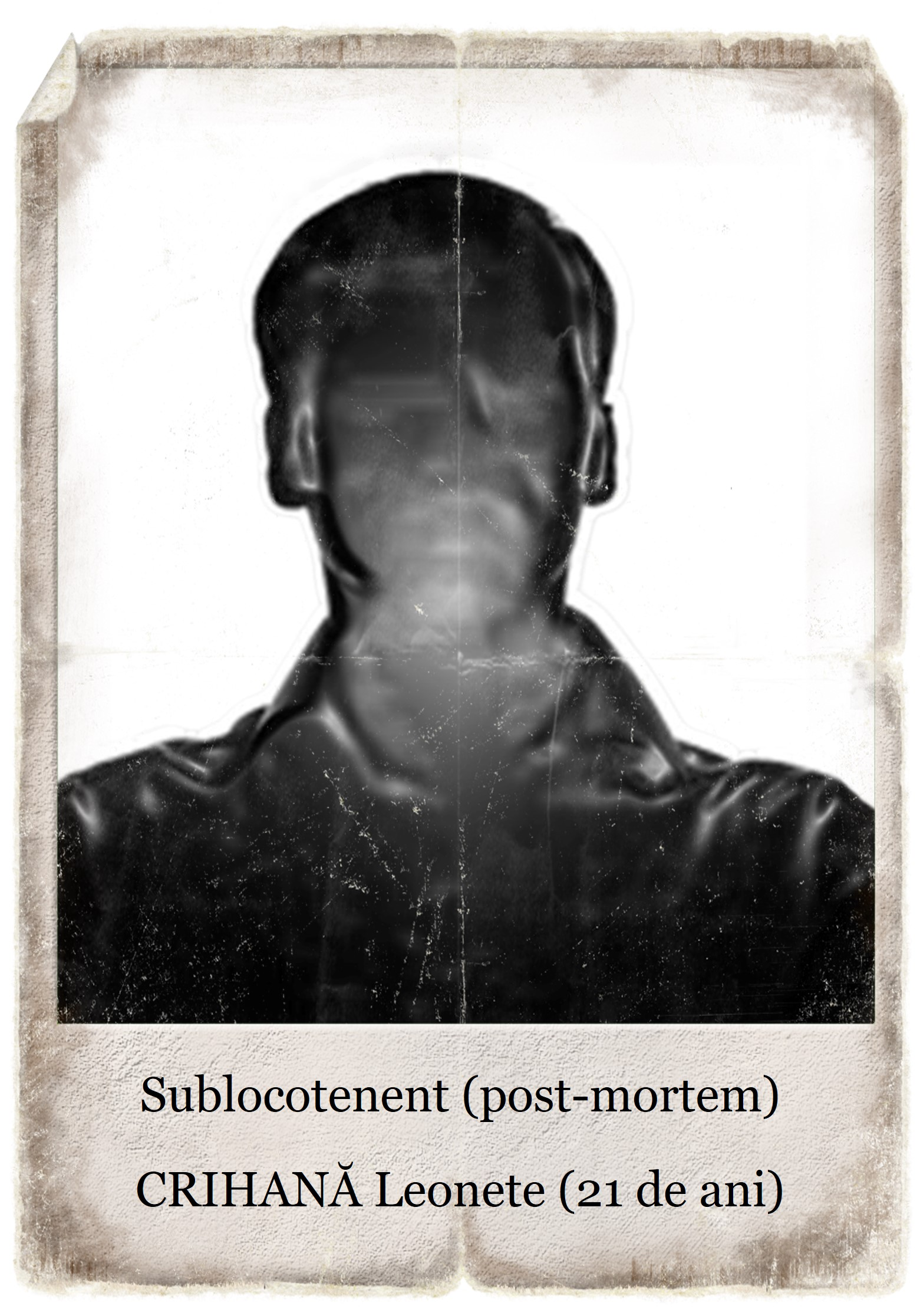

·     Sublocotenent (post-mortem) BARBU Petre Marian, născut la data de 29.06.1969 în com. Ghimpați, jud. Dâmbovița. A fost împușcat în data de 22 decembrie la Televiziunea Română;
·    Sublocotenent (post-mortem) MATEI Cristea Petrișor, născut la data de 24.02.1969 în loc. Butoiu, jud. Dâmbovița. A fost împușcat în data de 24 decembrie la Televiziunea Română;
·    Sublocotenent (post-mortem) BARBU Ion Mihail, născut la data de 09.06.1970 în București. A fost împușcat în data de 26 decembrie la Televiziunea Română;
·    Sublocotenent (post-mortem) CRISTEA Adrian, născut la data de 25.08.1969 în mun. Târgoviște, jud. Dâmbovița. A fost împușcat în data de 22 decembrie la Televiziunea Română;
·    Sublocotenent (post-mortem) DIMA Gabriel, născut la data de 07.09.1968. A fost împușcat în data de 22 decembrie la Televiziunea Română;
·    Sublocotenent (post-mortem) NAE Ion, născut la data de 01.05.1971 în mun. Târgoviște, jud. Dâmbovița. A fost împușcat în data de 22 decembrie la Televiziunea Română;

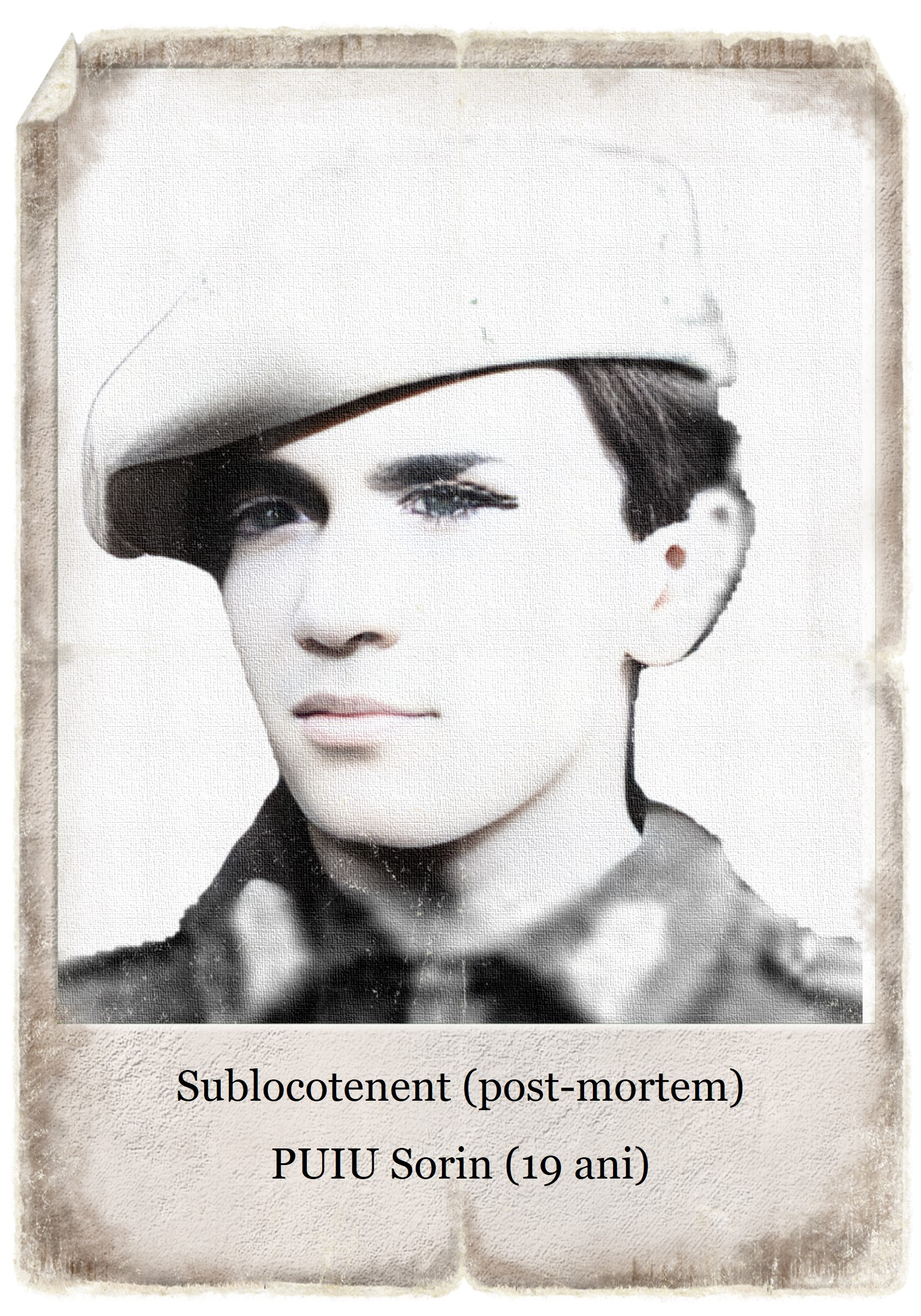

·    Sublocotenent ( post-mortem ) PUIU Sorin, născut la data de 25.10.1970 în orașul Câmpina, județul Prahova. A fost împușcat în data de 22 decembrie  în zona Hotelului București-Sala Palatului;
·    Sublocotenent (post-mortem) DRĂGUȚ Dumitru, născut la data de 29.10.1970 în loc. Mătăsaru, jud. Dâmbovița. A fost împușcat în data de 23 decembrie la Televiziunea Română;
·    Sublocotenent (post-mortem)  PREDA Ionuț, născut la data de 30.01.1968 în loc. Varbilău, jud. Prahova. A fost împușcat în șold pe 23 decembrie 1989, în București, zona Hotel București și a decedat pe 01.01.1990 în spital;
·    Sublocotenent (post-mortem) CRIHANĂ Leonete, născut la data de 10.02.1968 în mun. Galați, jud. Galați. A fost împușcat în data de 24 decembrie 1989, în zona Televiziunii Române.